# Годовщина (фильм, 1968)
«Годовщина» (англ. The Anniversary) — британская чёрная комедия 1968 года режиссёра Роя Уорда Бейкера. Экранизация пьесы Билла Макилврейта 1966 года.

## Сюжет
Одноглазая миссис Таггарт — худощавая женщина, чей муж, успешный строительный подрядчик, умер уже десять лет. Вместе с ней на традиционном ежегодном праздновании годовщины свадьбы к ней присоединяются три её сына: старший сын Генри — трансвестит; средний, Терри, планирует эмигрировать в Канаду со своей хитрой женой Карен и их пятью детьми; и младший Том, повеса, который прибывает со своей беременной подругой Ширли. В течение дня и вечера властный, злой, мстительный, манипулирующий матриарх делает все возможное, чтобы напомнить своим детям, кто контролируют семейные финансы и, в конечном счете, их будущее.

## В ролях
- Бетт Дэвис — миссис Таггарт
- Джеймс Коссинс — Генри Таггарт
- Джек Хедли — Терри Таггарт
- Кристиан Робертс — Том Таггарт
- Шейла Хэнкок — Карен Таггарт
- Элейн Тейлор — Ширли Блэр (невеста Тома)
- Джейн Сэрс — внук

## Производство
Бетт Дэвис первоначально отказалась от роли в экранизации пьесы, но после того, как Джимми Сангстер, сценарист фильма «Няня» (1965), переписал сценарий, она согласилась сыграть эту роль. Шейла Хэнкок, Джек Хедли и Джеймс Коссинс были приглашены, чтобы повторить роли, которые они уже играли в театре. Первого режиссёра Элвина Ракоффа заменили на съемках через неделю после того, как он вступил в конфликт с Дэвис, которая чувствовала, что «у него не было элементарных базовых знаний о создании кинофильмов, не говоря уже о понимании того, что такое актёр». Ракофф, отмеченный наградами режиссёр, который привел в кино немало известных актёров (Лоренс Оливье, Питер Селлерс и т. Д.), возразил, что претензии Дэвис безосновательны и не рациональны. На съемках Дэвис была обязана носить самоклеющиеся глазные повязки для своей роли. Как считается, они не только оказалась постоянным раздражителем, но и повлияла на её психологическое равновесие.
Шейла Хэнкок знала, что Дэвис хотела, чтобы Джилл Беннетт заменила её, но Беннет был недоступна. Концепция звездной системы Голливуда была чуждой Хэнкок, ветерану английской театральной труппы Королевского театра, и она возмущалась тем, что Дэвис уделяют столько внимание лишь благодаря её прошлым успехам. Когда все участники приехали посмотреть её первый звездный фильм, Хэнкок была «ошеломлена… Мне потребовалось некоторое время, чтобы понять, как Бетт Дэвис привыкла работать. В конце концов, она была королевой»

## Критика
Фильм был снят в студии Elstree в Хартфордшире. Его предполагаемый бюджет составлял 1 450 000 долларов. В США он собрал 1 352 000 долларов. Британская премьера состоялась в кинотеатре Риальто в Лондоне 11 февраля 1968 года.
В своем обзоре в «Нью-Йорк таймс» Рената Адлер сказала, что фильм «не является выдающимся примером жанра „Ужасная пожилая актриса“, но он не слишком тяжелый». «Телегид» оценивает фильм на три из возможных четырёх звезд и комментирует: «Дэвис великолепна, но фильм страдает от зрелищной скованности пьесы, на которой он основан»